# Брендан Гоффман
Брендан Гоффман (англ. Brendan Hoffman; нар. 1980) — американський фотограф-документаліст, що мешкає в Києві. Засновник фотографічного колективу «Prime».
Гоффман є фотокореспондентом журналу National Geographic, The New York Times та інших провідних видань. Він широко відомий завдяки висвітленню кризи в Україні, зокрема протестів на Євромайдані та війни на сході України.
Одна з його фотографій була обрана журналом Time серед 100 найкращих фотографій 2022 року.

## Життєпис
Закінчив Коледж Вільяма і Мері у Вірджинії у 2002 році, здобувши ступінь бакалавра мистецтва та історії мистецтва. Він розпочав свою фотографічну кар'єру у 2006 році у Вашингтоні, висвітлюючи роботу Білого дому та Конгресу США, а також різні політичні кампанії, особливо президентські кампанії 2008 та 2012 років у штаті Айова.
Він фотографував наслідки землетрусу на Гаїті 2010 року, подорожуючи туди на борту есмінця ВМС США «Комфорт», за що отримав нагороду від Асоціації новинних фотографів Білого дому.
У 2013 році переїхав до Москви. Він почав працювати в Україні наприкінці 2013 року під час Революції гідності і висвітлював протести для Getty Images до їх завершення з усуненням тодішнього президента Віктора Януковича у лютому 2014 року. Його роботи були широко опубліковані та отримали кілька нагород, зокрема від Асоціації фотографів новин Білого дому, а також були виставлені на Zoom Photo Festival Saguenay в Канаді та Сінгапурському міжнародному фотофестивалі. Він почав працювати на Донбасі на сході України у квітні 2014 року, коли почалася війна, і переїхав з Москви до Києва пізніше тієї ж весни. Більшість його репортажів про війну в Україні були зроблені для The New York Times, хоча він також співпрацював з Getty Images, The Washington Post, Los Angeles Times, Newsweek, USA Today, NPR, Al Jazeera та іншими ЗМІ.
Він висвітлював багато важливих подій війни, включаючи збиття Boeing 777 біля Донецька, першу та другу битву за Донецький аеропорт, а також битву за Дебальцеве.
З 2018 року його роботи зі сходу України виставлялися в низці українських міст, зокрема в Маріуполі, Сумах, Києві, Івано-Франківську, Запоріжжі та Кривому Розі. Український інститут модерного мистецтва в Чикаго представив цю роботу на персональній виставці у 2019 році. Виставка включала, окрім фотографій, кілька відео 360º та самвидавну газету під назвою «Україна в часи війни», яка також була безкоштовно розповсюджена в публічних бібліотеках по всій Україні.
Зробив кілька репортажів для National Geographic в Україні про нелегальний видобуток бурштину, фестиваль «Malanka Fest», та розкол Православної церкви України з Російською православною церквою.
З 2011 року фотографує громаду Вебстер-Сіті, штат Айова, за що отримав кілька грантів. Це було темою його зін-журналу Great Old Days 2017 року, опублікованого спільно з Overlapse.
Його перша стаття для National Geographic стосувалася річки Інд.

## Нагороди
- отримувач гранту фонду Magnum Foundation, для продовження роботи у Вебстер-Сіті, штат Айова (2019)[23],
- стипендіат Програми імені Фулбрайта (2018—2019, Україна),
- премія Філіпа Джонса Гріффітса, за висвітлення війни на сході України (2018)[24],
- володар гранту Юнгі, за продовження роботи у Вебстер-Сіті, штат Айова (2017)[25],
- Центр сучасного мистецтва Беміс, художник-резидент (2017)[26],
- переможець гранту TheDocumentaryProjectFund Established Artist Grant, за роботу на сході України (2017)[27],
- фіналіст професійного гранту Alexia Foundation, за роботу на сході України (2016)[28],
- переможець короткого гранту Національної асоціації фотокореспондентів, за роботу на сході України (2015)[29].